# Mesquita de Mardinli
La Mesquita de Mardinli (àzeri: Mərdinli məscidi), és una mesquita destruïda situada a Shusha, Azerbaidjan. Es troba a uns 350 km de Bakú, la capital de l'Azerbaidjan. La mesquita es trobava al barri de Mardinli de Shusha. La mesquita de Mardinli va ser una de les 17 mesquites que funcionaven a Shusha a finals del segle xix. La mesquita es trobava a la reserva històrica i arquitectònica estatal de Shusha, Patrimoni de la Humanitat.
La mesquita va ser destruïda després de l'ocupació de Shusha per les forces armènies el 1992.